# 孙祖梅
孙祖梅（1933年5月—），男，山东福山人，中华人民共和国政治人物，曾任机械工业部副部长，中国机械工业联合会副会长。